# Dahlhausen (Hennef)
Dahlhausen ist ein Ortsteil der Stadt Hennef (Sieg) im Rhein-Sieg-Kreis in Nordrhein-Westfalen. Der Name entspricht dem hochdeutschen Talhausen.

## Lage
Der Weiler liegt in einer Höhe von 130 bis 153 Metern über N.N. auf den Hängen des Westerwaldes im Tal des Hanfbaches. Nachbarorte sind Büllesbach im Nordosten, Hanf im Süden, Wellesberg im Westen und Zumhof im Nordwesten. 

## Geschichte
Nach einer Statistik aus dem Jahr 1885 lebten damals in Dahlhausen 62 Einwohner in 12 Häusern.
1892 erhielt Dahlhausen einen Bahnhof an der Strecke Hennef–Asbach der Bröltalbahn. Der Personenverkehr auf dieser Strecke wurde 1956 eingestellt.
1910 gab es in Dahlhausen die Haushalte Straßenarbeiter Jakob Assenmacher, Ackerer Peter Bellinghausen, Handelsmann Peter Büsch, Straßenarbeiter Heinrich Dahlhausen, Straßenarbeiter Karl Samuel Hotel, Stellmacher Hilger Kaufmann, die Ackerer Anton, Jakob und Johann Klein, Ackerin Witwe Johann Klein, Stationsassistent Johann Krämer, Ackerin Witwe Peter Limbach und Ackerer Heinrich Miebach.
Bis zum 1. August 1969 gehörte das Dorf Dahlhausen zur Gemeinde Uckerath. Im Rahmen der kommunalen Neugliederung des Raumes Bonn wurde Uckerath, damit auch der Ort Dahlhausen, der damals neuen amtsfreien Gemeinde „Hennef (Sieg)“ zugeordnet.